# Фрейзер (река)
Фре́йзер (англ. Fraser River) — главная река провинции Британская Колумбия (Канада).

## Этимология
Река названа в честь её исследователя Саймона Фрейзера, сотрудника монреальского торгового дома «Северо-Западной компании», который исследовал её в 1808 году.

## География

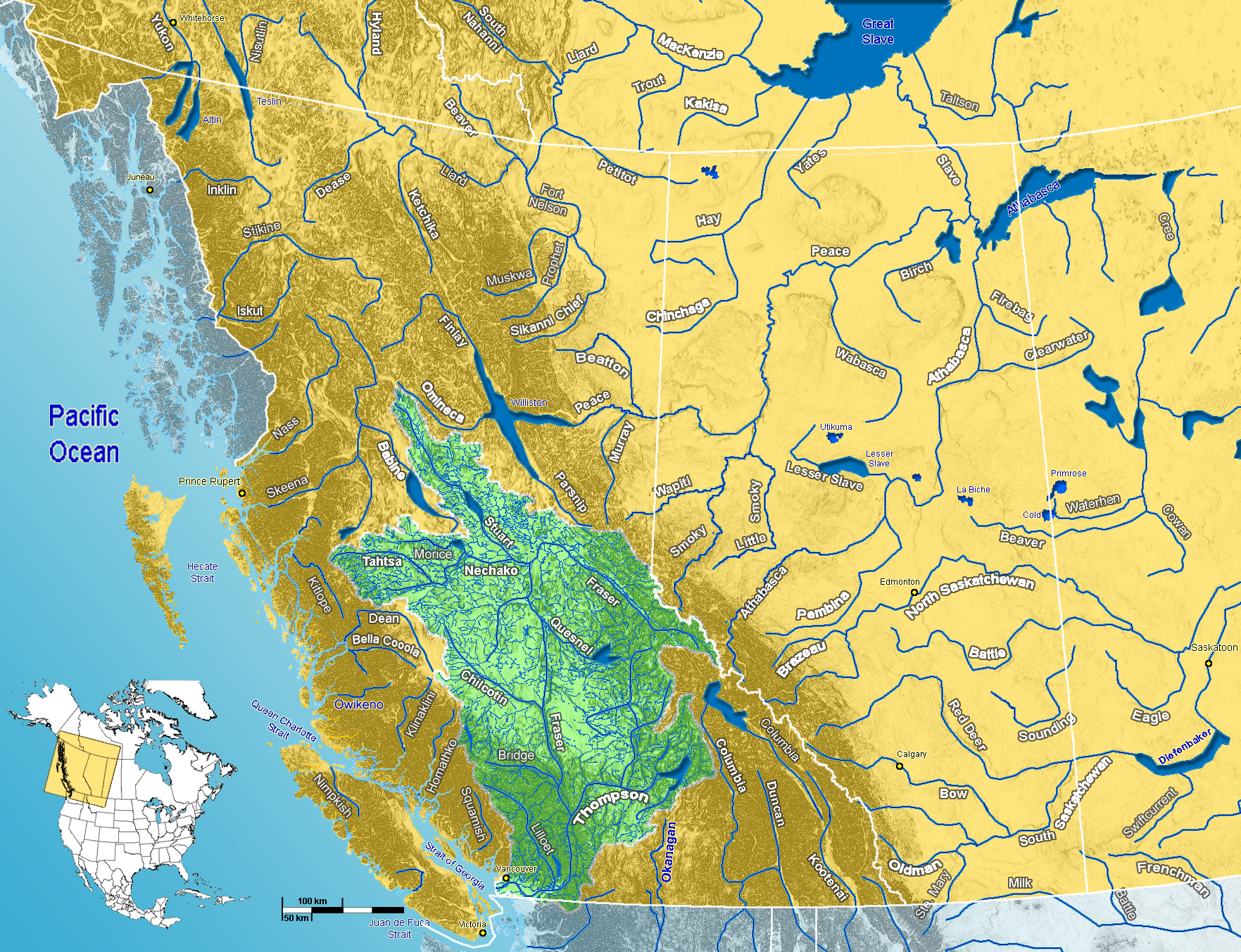
Бассейн реки Фрейзер

Река Фрейзер берёт начало в провинциальном парке Маунт-Робсон на западном склоне Скалистых гор в центральной части Британской Колумбии. Направляется в общем и целом на юго-запад, но первоначально спокойно течёт по извилистому руслу на северо-запад, а у Принс-Джорджа поворачивает на юг. Южнее Фрейзер принимает несколько притоков, крупнейшим из которых является Нечако, впадающий с северо-запада. Высота берегов увеличивается до 50—100 метров, течение реки ускоряется. Южнее Кинеля река заходит во Фрейзер-Каньон и принимает с запада реку Чилкотин. В своём среднем течении Фрейзер принимает такие крупные притоки, как Кинель и Томпсон с востока. В Хелс-Гейт («Ворота Ада») ущелье сужается до 35 метров. Возле Хопа река поворачивает на запад, в сторону Тихого океана.
Длина реки 1370 км. Площадь бассейна 233 100 км², причём большая его часть (232 300 км², по другим данным — 220 000 км²) расположена в Канаде, а меньшая (800 км²) — в США.
Питание в основном дождевое и снеговое, половодье — с мая по сентябрь. Средний расход воды за год 112 км³; выносит в Тихий океан около 20 миллионов тонн наносов (0,179 кг в кубическом метре воды).
В 1998 году включена в Список охраняемых рек Канады.
|                       |
| Панорама реки Фрейзер |

## Дельта Фрейзера
Река Фрейзер впадает в пролив Джорджия, образуя дельту. На северной стороны дельты расположен город Ванкувер; на Ионином острове, между Северным рукавом и протокой Макдональда — очистные сооружения городской канализации; на Морском острове, между Северным и Средним рукавами — аэропорт Ванкувера (YVR); на острове Лулу, между Северным и Средним рукавами с севера и Южным рукавом с юга — город Ричмонд. К югу от южного рукава — район Делта, большая часть которого занята сельскохозяйственными угодьями.